# Black Sash
Black Sash var en sydafrikansk medborgarrättsorganisation grundad av vita kvinnor 1955 för att protestera mot att färgade invånare i Kapprovinsen förlorade sin rösträtt. Organisationen fortsatte sedan att arbeta för att ge hjälp till individuella offer för apartheid-lagstiftningen. När apartheideran tog slut ombildades gruppen som en humanitär kvinnoorganisation.